# 하세가와 아리아 자스루
하세가와 아리아 자스루(일본어: 長谷川 アーリアジャスール, 1988년 10월 29일 - )는 일본 사이타마현 출신의 이란계 일본인으로, 가이나레 돗토리 소속의 축구 선수이다. 포지션은 미드필더이다.

## 구단 경력
그는 2007년부터 2024년까지 J리그의 요코하마 F·마리노스, FC 도쿄, 세레소 오사카, 쇼난 벨마레, 오미야 아르디자, 나고야 그램퍼스, FC 마치다 젤비아, 가이나레 돗토리에서 활동하였다.

## 프로필
이름에서 알 수 있듯이 야구선수 다르빗슈 유와 마찬가지로 아버지는 이란인이고 어머니는 일본인이다. 페르시아어로는 آریا جسورو هاسگاوا이며, 뜻은 아리아인이다.